# Maria Montessori

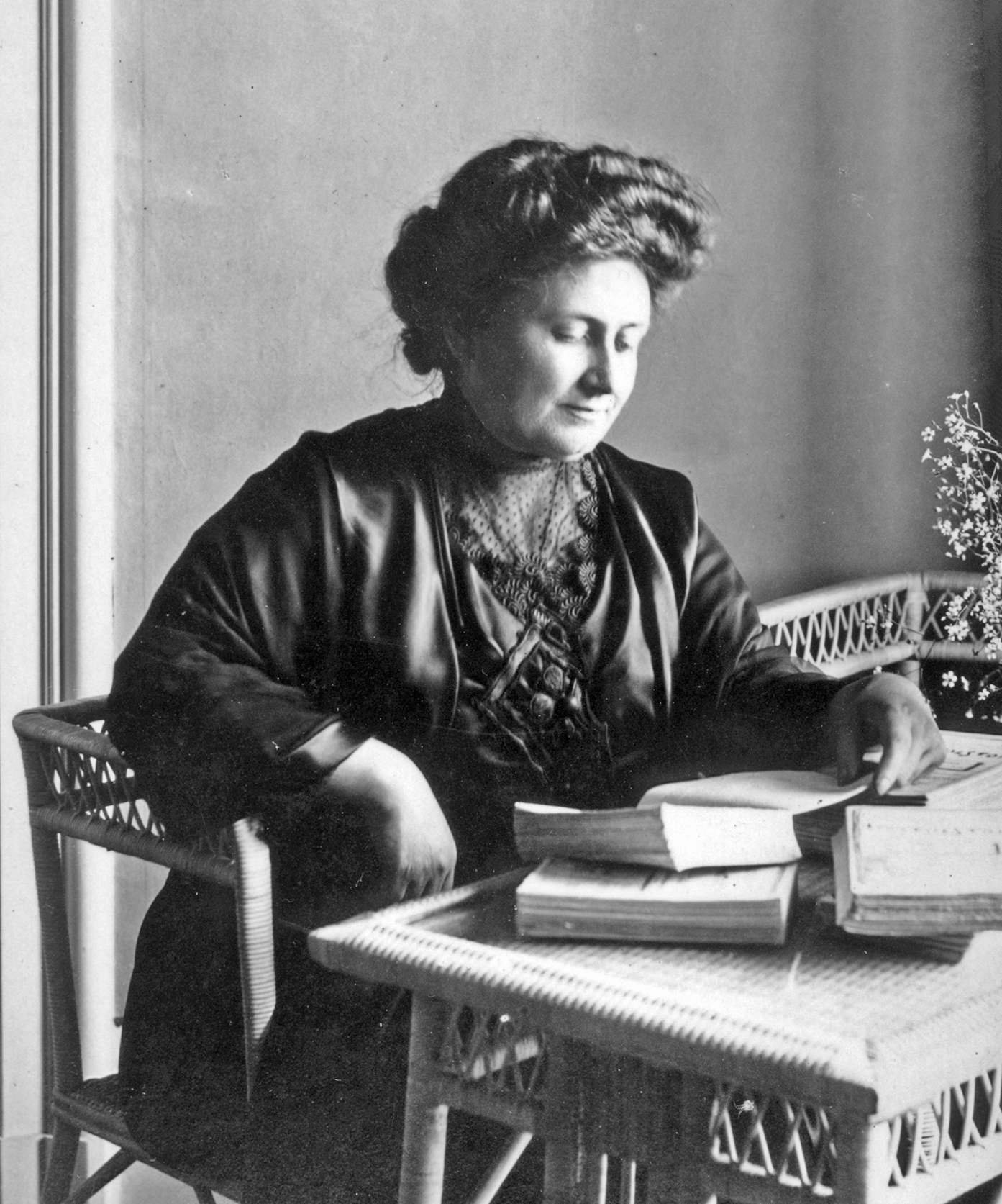
Maria Montessori, 1913

Maria Tecla Artemisia Montessori (* 31. August 1870 in Chiaravalle; † 6. Mai 1952 in Noordwijk aan Zee) war eine italienische Ärztin, Reformpädagogin und Philosophin. Sie entwickelte die Montessoripädagogik.

## Leben

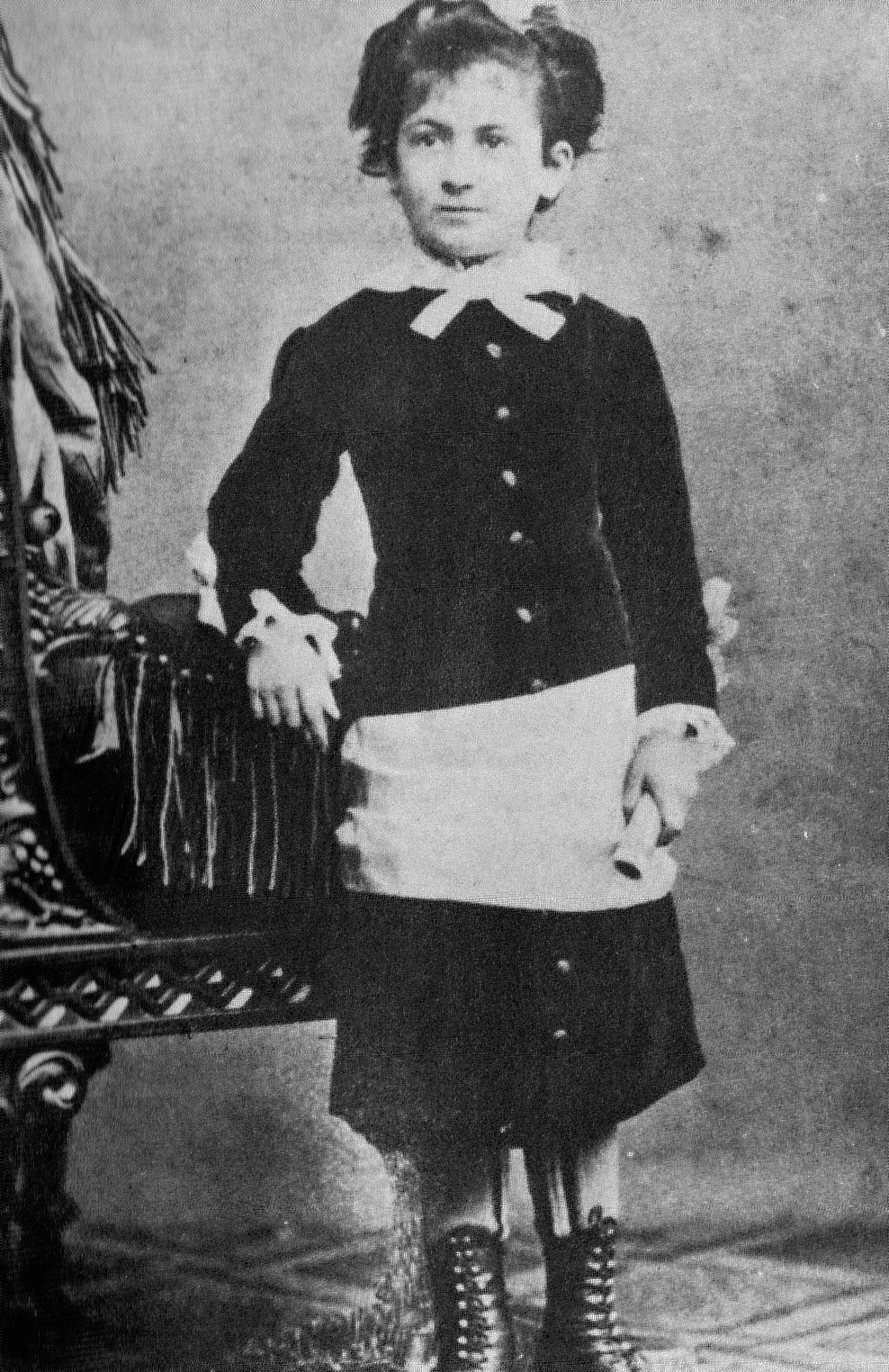
Maria Montessori im Alter von zehn Jahren, 1880

### Familie und Kindheit
Maria Montessoris Familie gehörte zum Bildungsbürgertum. Ihr Vater Alessandro Montessori arbeitete im Finanzministerium und leitete die staatliche Tabakmanufaktur. Ihre Mutter hieß Renilde Stoppani. Ihr Großonkel war der katholische Theologe und Geologe Antonio Stoppani. In dessen Theorie zur Verbindung von Theologie und Naturwissenschaften steckt der Grundgedanke, nach dem Montessori ihre Erziehungsmethoden entwickelte. Maria Montessori interessierte sich schon in ihrer Schulzeit für Naturwissenschaften und besuchte – gegen den Widerstand ihres konservativen Vaters – eine technische Oberschule.

### Studium
Nach der Matura versuchte sie, Medizin zu studieren. An Hochschulen zu studieren war für Frauen in Italien seit 1875 generell möglich. Doch sie wurde von der Hochschule abgelehnt, da das Medizinstudium Männern vorbehalten war. Darum studierte sie an der Universität Rom von 1890 bis 1892 zunächst Naturwissenschaften. Nach ihrem ersten Hochschulabschluss gelang es ihr doch, Medizin zu studieren – als eine der ersten fünf Frauen in Italien. Im Studium beschäftigte sie sich besonders mit Embryologie und Evolutionstheorie. Ihre Wissenschaftsauffassung entsprach dem Positivismus.
Montessori arbeitete in ihren letzten beiden Studienjahren als Assistentin an einer psychiatrischen Klinik in Rom. Sie spezialisierte sich auf Kinderheilkunde und setzte diese Tätigkeit als Assistenzärztin in der Abteilung für Kinderpsychiatrie der römischen Universitätskinderklinik fort. Ihr besonderes Interesse galt den dort nur notdürftig versorgten geistig behinderten Kindern. Sie war von dem würdelosen und verwahrlosten Zustand, in dem diese Kinder lebten, tief bewegt und bemühte sich um Abhilfe. Dabei stieß sie auf die in Vergessenheit geratenen Arbeiten von Jean Itard und Edouard Séguin, dessen Lehrbuch über die Physiologische Methode sie ins Italienische übersetzte. Wie ihre beiden Vorgänger war Montessori davon überzeugt, dass die Behandlung der „Schwachsinnigen“ oder „Idioten“ kein medizinisches, sondern ein pädagogisches Problem sei. Sie forderte daher die Einrichtung spezieller Schulen für die betroffenen Kinder.

### Wissenschaftliche Arbeit
Ihre Doktorarbeit schrieb sie 1896 über Antagonistische Halluzinationen im Fach Psychiatrie. Das verbreitete Gerücht, dass sie als erste Frau Italiens promoviert worden sei, stimmt nicht. Im selben Jahr vertrat Montessori die italienischen Frauen in Berlin auf dem Internationalen Kongress für Frauenbestrebungen.
Sie nahm die Arbeit in einer eigenen Praxis auf. Danach begannen ihre wichtigsten Forschungsjahre. Bis 1907 entwickelte sie ihre anthropologisch-biologische Theorie und beschäftigte sich mit den neuropsychiatrischen Grundlagen, auf denen ihre Pädagogik und ihre praktischen Experimente in den Kinderhäusern beruhen.

### Heilpädagogisches Institut („Scuola magistrale ortofrenica“)
1899 erhielt sie vom italienischen Erziehungsminister Guido Baccelli den Auftrag, vor Lehrerinnen in Rom eine Vortragsreihe über die Erziehung geistig behinderter Kinder zu halten. Aus diesem Kurs ging die Scuola magistrale ortofrenica (italienisch „Heilpädagogisches Institut“) hervor, die sie als Direktorin zwei Jahre leitete. Sie entwickelte in dieser Zeit spezielle didaktische Materialien zum Sprach- und Mathematikunterricht.

### Pädagogisches Institut in Rom
1901 verließ Montessori das Institut und nahm ein Studium der Anthropologie, Psychologie und Erziehungsphilosophie auf. Nebenher besuchte sie viele Schulen und machte dort anthropologische Untersuchungen. 1904 hielt sie Vorlesungen zur Anthropologie und Pädagogik am Pädagogischen Institut in Rom.

### Kinderhaus („Casa dei Bambini“)
Entgegen weit verbreiteten Annahmen hat Maria Montessori am 6. Januar 1907 nicht die sogenannte Casa dei Bambini (italienisch „Kinderhaus“), eine Tagesstätte für geistig gesunde Kinder aus sozial schwachen Familien, im römischen Arbeiterbezirk San Lorenzo gegründet. Ihr wurde die wissenschaftliche Leitung von der Baugesellschaft Istituto Romano di Beni Stabili (IRBS) angetragen. Montessori gedachte, die Einrichtung Labor zur Erforschung der Natur des Kindes zu nennen.
Ursprünglich sollten diese nur in einem „Volkswohnhaus“ verwahrt werden. Bei der Betreuung übertrug sie die Hilfsmittel, die sie für die Förderung geistig behinderter Kinder entwickelt hatte, auf die Kinder der armen Leute. Die Ergebnisse waren so gut, dass sie sie „mit größtem Staunen und Ungläubigkeit erfüllten“, wie sie in „Kinder sind anders“ selber beschreibt und sie daraus Schritt für Schritt ihre Methode entwickelte. Ein Schlüsselerlebnis aus dieser Zeit war ihre Beobachtung eines dreijährigen Mädchens, das, völlig selbstversunken in seine Beschäftigung mit Einsatzzylinderblöcken, sich auch durch massivste Ablenkungen nicht stören ließ. Den Ausdruck konzentrierter Aufmerksamkeit, den Montessori an diesem Kind beobachten konnte, bezeichnete sie später als „Polarisation der Aufmerksamkeit“, deren experimenteller Erforschung sie einen Großteil ihrer weiteren Arbeit widmete.

### Montessori-Methode

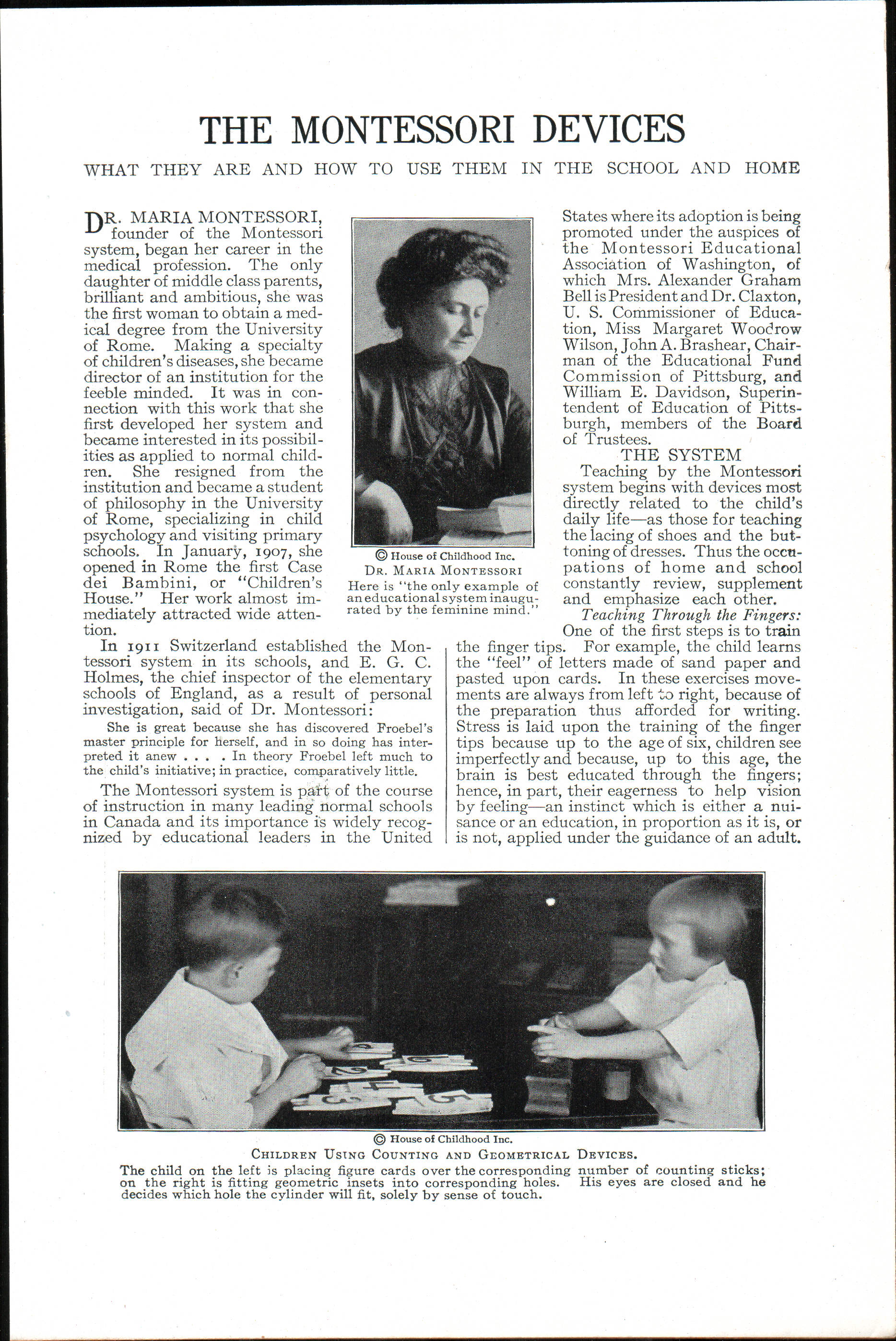
Bericht in The New Student’s Reference Work Chicago, 1914

Aus den in dieser Zeit gemachten Erfahrungen entwickelte sie die Montessori-Methode (Il metodo della pedagogia scientifica, erste Fassung 1909, danach ständig erweitert, und L’autoeducazione, 1916) zur Erziehung von Kindern, die heute in vielen Teilen der Welt populär geworden ist. Nach einer Begegnung Montessoris mit Italiens Faschistenführer Benito Mussolini wurde 1924 die Montessori-Methode an italienischen Schulen eingeführt. Durch diese Protektion wurde die italienische Montessori-Gesellschaft von der faschistischen Regierung unterstützt. 1927 wurde diese Unterstützung noch verstärkt. Die Entfremdung Montessoris gegenüber der faschistischen Regierung setzte 1934 ein, als das Regime immer mehr versuchte, sich in die tägliche Arbeit an den Montessori-Schulen einzumischen, beispielsweise im Gebot des Uniformtragens. Nachdem die Montessori-Pädagogik verboten und 1936 die Montessori-Akademie in Rom geschlossen worden war, verließ Montessori 1939 Italien.

### Zeit in Indien
Im Jahre 1939 reiste Maria Montessori auf Einladung der Theosophischen Gesellschaft nach Indien, um Vorträge und Ausbildungskurse zu halten. Dabei wurde sie von ihrem Sohn Mario begleitet, der ihre Vorträge ins Englische übersetzte. Nach dem Ausbruch des Zweiten Weltkrieges wurden die Montessoris als feindliche Ausländer von den Briten interniert. Während dieser Zeit hielt Maria Montessori eine Reihe von Ausbildungskursen ab. Sie verließ Indien zum ersten Mal 1946 und kehrte 1949 endgültig nach Europa zurück.

### Lebensabend in den Niederlanden
Bis zum Ende ihres Lebens verbrachte sie ihre Zeit in den Niederlanden. Dort befindet sich heute auch der Hauptsitz der Association Montessori Internationale (AMI) und des Nienhuis-Verlags, der bis heute die originalen Montessori-Materialien vertreibt. Sie ist auf dem katholischen Friedhof in Noordwijk begraben. Ihre auf Italienisch verfasste Grabinschrift lautet: Io prego i cari bambini che possono tutto di unirsi a me per la costruzione della pace negli uomini e nel mondo. („Ich bitte die lieben Kinder, die alles können, mit mir zusammen für den Aufbau des Friedens zwischen den Menschen und in der Welt zu arbeiten.“)

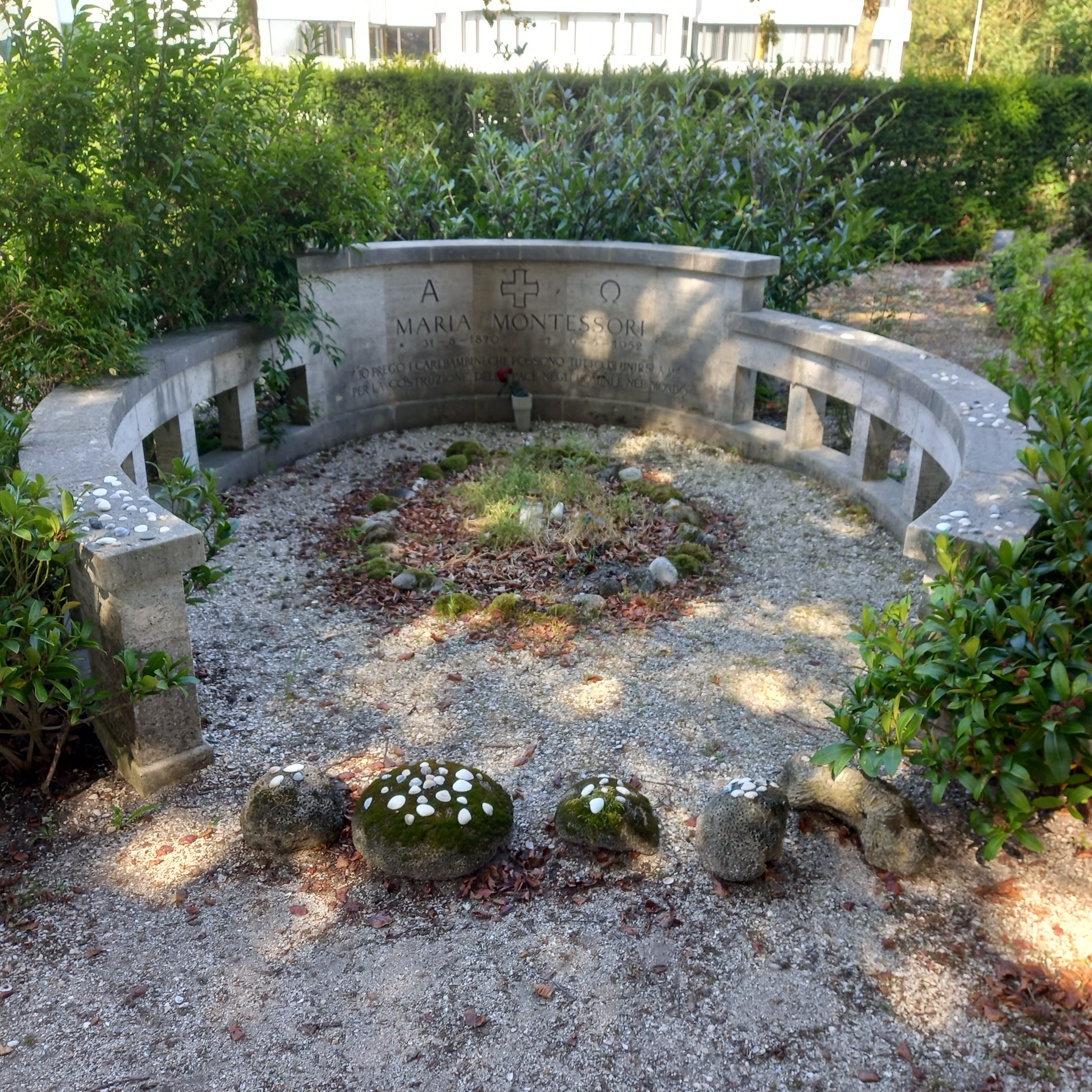
Das Grab von Maria Montessori auf dem katholischen Friedhof in Noordwijk

## Internationale Wirkungen
Maria Montessori hielt zahlreiche internationale Ausbildungskurse und Vorträge, und ihre Schriften wurden in zahlreiche Sprachen übersetzt.
Ab 1913 entwickelte sich in Nordamerika zunächst ein starkes Interesse an ihren Erziehungsmethoden, das aber später erlahmte. Ab 1960 lebte es mit der Gründung der Amerikanischen Montessori-Gesellschaft (American Montessori Society) durch Nancy McCormick Rambusch wieder auf.
In Deutschland hatten in den 1920er Jahren vor allem Clara Grunwald und nach 1945 Helene Helming die Montessori-Pädagogik bekanntgemacht und verbreitet. Die Deutsche Montessori-Gesellschaft wurde 1925 gegründet.
Nach einer Vortragsreise Montessoris 1932 in der Schweiz wurde dort die Schweizerische Montessori-Gesellschaft gegründet, welche bis in die 1960er Jahre aktiv war. Als Nachfolgeorganisation entstand 1976 die Assoziation Montessori.
In Österreich eröffneten 1917 Ordensschwestern der Franziskanerinnen in der Leystraße in Wien mithilfe von Mailänder Mitschwestern den ersten nach Montessori-Prinzipien geführten Kindergarten. 1938 wurden alle Montessori-Institutionen in Österreich (Kinderhäuser und Schulen) und auch Montessoris Schriften von den Nationalsozialisten verboten.
1945 wurde das erste Kinderhaus in Innsbruck wiedereröffnet durch Maria Retter und ihre Schwester. Die Schwestern Retter veranlassten 1951 einen internationalen Montessori-Ausbildungskurs, welcher der letzte Kurs war, den Maria Montessori persönlich eröffnen konnte. Ihr Sohn übernahm die Leitung des Kurses. Heute gibt es drei österreichische Montessori-Dachverbände mit zahlreichen Ausbildungskursen und zahlreiche Montessori-Einrichtungen vom Kinderhaus bis zu inklusiv unterrichtenden Oberstufenschulen.
Ende der 1960er Jahre nahm sich der Kinderarzt Theodor Hellbrügge in München die Casa dei bambini von Montessori zum Vorbild, als er das erste integrative Kinderhaus gründete.

## Sohn Mario Montessori
Maria Montessori bekam am 31. März 1898 ihren Sohn Mario Montesano Montessori. Der Vater des Kindes war ihr Kollege Giuseppe Montesano (1868–1951). Er wurde unter dem Namen Mario Pipilli mit dem Vermerk „Eltern unbekannt“ im Geburtsregister eingetragen. 1901 willigte sein Vater kurz vor seiner Vermählung mit Maria Aprile ein, dass Mario seinen Familiennamen bekam, verlangte aber die Geheimhaltung der Existenz des Kindes.
Mario wuchs zusammen mit seinem Milchbruder Liberato Olivero auf und wurde von Maria Montessori immer wieder besucht. Liberato Olivero, der später Bürgermeister von Passo Corese wurde, blieb mit seinem Milchbruder auch als Erwachsener verbunden. Nach dem Tod ihrer Mutter Renilde Montessori nahm Maria Montessori ihren inzwischen 15-jährigen Sohn im Frühjahr 1913 zu sich; er erhielt nun ihren Namen.
Später diente er seiner Mutter bis zu ihrem Tod als Sekretär und teilweise auch als Hersteller der von ihr entwickelten Sinnes- und Lernmaterialien und entwickelte selbst Montessori-Materialien für Mathematik. Das Montessori-Material ist sehr auf Sinneswahrnehmungen ausgerichtet. Beispielsweise gibt es Geräuschdosen und Druckzylinder. Die Materialien, die für das Lesen, Schreiben und Rechnen entwickelt wurden, sind für die Kinder durchaus herausfordernd. Sie sollten aber weniger die Fantasie der Kinder anregen, als vielmehr bestimmte Kompetenzen hervorbringen. Der Lernerfolg war für Montessori letztlich entscheidend, nicht die Entwicklung der kindlichen Kreativität. Mario wird auch eine wesentliche Rolle bei der Entwicklung des pädagogischen Konzeptes der Kosmischen Erziehung (Montessori-Pädagogik für das Alter zwischen 6 und 12 Jahren) zugeschrieben. Erst als er über 40 Jahre alt war, bekannte Maria Montessori sich zu ihm als seine Mutter.
Nach dem Tod seiner Mutter 1952 leitete Mario M. Montessori die Gesellschaft Association Montessori Internationale (AMI) bis zu seinem Tod 1982.

## Kritik
In seinem Aufsatz »Kritik und Metakritik der Pädagogik Maria Montessoris« von 2022 schreibt der (Mit-)Herausgeber der deutschsprachigen Maria Montessori Gesammelte Werke, Harald Ludwig, in der Einleitung, dass es Kritik an der Montessori-Pädagogik seit ihren Anfängen immer gegeben hat. Im Aufsatz kommentiert und bewertet er die folgenden Kritikpunkte: Naturalismus, Individualismus, Kollektivismus, Intellektualismus und Mystizismus. Darin heißt es: »Mit den genannten Aspekten [...] sind nicht alle Diskussionspunkte oder kritischen Einwände zur Pädagogik Montessoris erfasst. Das Werk Montessoris bietet kein in sich völlig stimmiges, widerspruchsfreies System. Ihre Begrifflichkeit macht Anleihen in den verschiedensten Bereichen von Wissenschaft und Kultur, wobei die religiös-biblische Sprache einen besonders breiten Raum einnimmt. Ihre Begriffe verwendet sie auch keineswegs konsistent. Ihre Bilder und Vergleiche, ihre rhetorischen Übertreibungen, ihr in starkem Maße an Terminologie und Kategorien der Biologie orientiertes Denken können leicht zu Missverständnissen Anlass geben. Dies wurde von der Montessori-Forschung schon seit langem betont.« Es folgen »Grundregeln für eine wissenschaftliche Diskussion der Pädagogik Maria Montessoris«, die von Montessori-Kritikern nicht immer beachtet werden. Ludwig fasst zusammen: »Eine systematisch-begriffliche Entfaltung ihrer Gedanken finden wir bei ihr nicht oder nur partiell. Dies schließt allerdings nicht aus, dass aus ihrem Werk eine systematische Rekonstruktion ihrer Konzeption geleistet werden kann.« So ist ein Thema der aktuellen Diskussion beispielsweise die Frage, inwieweit die bei Montessoris theoretischem Überbau stark ausgeprägte Zielbezogenheit (Teleologie) und deren Auswirkungen auf die pädagogische Praxis an heutiges natur- und geisteswissenschaftliches Denken angepasst werden sollten.
Die Kritik von Stefan T. Hopmann (2022) und Sabine Seichter (2024) bezieht sich auf die folgenden Punkte:
- Rassismus-Vorwurf: In ihrer Antropologia pedagogica, die 1910 erschien und erst 2019 ins Deutsche übersetzt wurde, verwendete Montessori den Begriff »Rasse« sehr häufig, und sie bewertete Menschentypen als höher- oder minderwertig – wie viele Zeitgenossen. Allerdings unterschied Montessori nicht zwischen höheren und niederen Rassen (Definition von ›Rassismus‹, vgl. Rassentheorie), sondern erkannte höher- und minderwertige Menschentypen in jeder »Rasse«. ›Schönheit‹, im Sinne von Harmonie der Proportionen zum Beispiel, schreibt sie: » ... habe ich entdeckt, dass die vollkommene Schönheit niemals einer einzigen Rasse gegeben wurde, sondern unter verschiedenen Rassen verteilt ist.«[23]

- Eugenik-Vorwurf: Die Biologie und die Psychiatrie waren um 1900 durch naturalistische und eugenische Vorurteile beeinflusst. Auch später noch differenzierte Montessori zwischen „normalen“ und „abnormalen“ Menschen in der Annahme, dass so eine bessere Gesellschaft und Kultur zu formen und zu erreichen sei. Sie glaubte, so Seichter, schwache Menschen würden wie Parasiten das soziale Gefüge belasten und müssten von den starken getrennt werden. Gesundheit, Schönheit und Intelligenz „normaler“ Kinder könnten durch Erziehung gefördert oder gar herangezüchtet werden, um einer Degeneration der Menschheit zu entkommen. Gegen eine solche Bewertung stehen allerdings Aussagen Montessoris wie die folgende: „Der Weg, auf dem die Schwachen sich stärken, ist der gleiche wie der, auf dem die Starken sich vervollkommnen.“[24] Hopmann und Seichter sprechen Montessoris Ideen zur „Kultivierung der Menschheit“,[25] für die sie ein „Ministerium der menschlichen Rasse“ gefordert habe, eine eugenische Absicht zu.[26] Sie nehmen dafür Bezug auf Montessoris Text The Ministry of the Race,[27] dessen Titel im Deutschen kontextgemäß als „Das Ministerium für menschliche Entwicklung“ wiedergegeben wird.[28] Montessori forderte in besagtem Text selbst abschließend:

„Das Ziel sollte [...] sein, der Menschheit, das heißt dem Menschen, von Geburt an Aufmerksamkeit zu schenken und seine Entwicklung zu fördern, seine wesentlichen Bedürfnisse in den unterschiedlichen Entwicklungsperioden zu befriedigen; seiner Intelligenz und seinem Gemüt Nahrung zu geben, Freiheit zu gewähren für die Entfaltung des Geistes, Führung und Orientierung zu bieten für die schließlich erforderliche Anpassung an die Gesellschaft. Schließlich sollte das Ziel der Erziehung sein, dem großartigsten aller Reichtümer »geistige Führung« zu geben: dem Menschen selbst.“

- Faschismus-Vorwurf: Maria und Mario Montessori bemühten sich ab 1923 um eine größere Verbreitung der Montessori-Pädagogik in Italien und boten Mussolini eine Kooperation an. Ab 1924 wurden Montessoris Ideen vom faschistischen Regime in Italien auch institutionell gefördert. Aber bereits ab Anfang der 1930er-Jahre kam es zur Entfremdung und 1933 schließlich zum Bruch, der 1934 zur Schließung aller Montessori-Schulen des Landes und 1936 der Montessori-Akademie in Rom führte.[30] Noch im Jahr 1951, etliche Jahre nach der Zerschlagung der faschistischen Regimes, widerrief Montessori nichts von ihren früheren Aussagen, sie distanzierte sich allerdings von Mussolini und Hitlers politischen Zielen.[31] Durch ihren christlichen weltanschaulichen Hintergrund und die starke funktionale Bestimmung des Menschen durch die Arbeit im Rahmen des »Kosmischen Planes« kommt Montessori in die Nähe faschistischen Gedankenguts.[21] Der Faschismus-Vorwurf greift trotzdem nicht, weil Montessori niemals die Unterdrückung bestimmter Volksgruppen oder die Gleichschaltung politischer Systeme wollte – im Gegenteil: Ihr ging es immer um Erziehung zur Gesundheit aller, um Friedenserziehung und Völkerverständigung.[32]

- Es wird auch behauptet, dass die problematischen Aspekte von Montessoris Weltanschauung und Lehre gerade im deutschsprachigen Raum von Laien verdrängt wurden und werden. Seit Beginn des 21. Jahrhunderts waren sie jedoch immer wieder Gegenstand der Debatte. So waren insbesondere die drei monografischen Arbeiten von Hélène Leenders,[33] Christine Hofer[34] und Birgitta Fuchs[35] ausführlich diskutiert worden. Zudem hat der Montessori-Bundesverband Deutschland einen eigenen Bereich »Montessori in der Diskussion« auf seiner Website. Eine Neuauflage erlebte diese Debatte im oben erwähnten Buch von Sabine Seichter.[36] Darin wurde der Aufsehen erregende Versuch unternommen, das gesamte pädagogische Denken Montessoris aus ihrer frühen anthropologischen Frühschrift abzuleiten.[37]

Dem widersprechen Montessori-Experten mit dem Argument, dass es um eine differenzierte Aufarbeitung und Würdigung von Montessoris Gesamtwerk geht, das aus mindestens drei zu unterscheidenden Phasen besteht: Frühwerk (Kinderheilkunde/Anthropologie), mittlere Phase (Entwicklung »der Methode« und ihrer Pädagogik) und Spätwerk (vier Phasen der Entwicklung, sechs Erziehungskonzeptionen, das Konzept »Kosmische Erziehung« als Erziehung zum Frieden mit umfassender ökologischer Perspektive). Besonders kritisch mit den Thesen der Salzburger Erziehungswissenschaftlerin Sabine Seichter – und mit der „einseitigen Darstellung ihrer Thesen“ im Deutschlandfunk am 19. Januar 2024 – setzt sich ausführlich Heiner Barz von der Heinrich-Heine-Universität Düsseldorf auseinander. An dem „...neuen, wenig freundlichen Bild von der Pädagogik-Ikone, sei wenig dran“, so Barz, denn „diese „neuen Erkenntnisse“ seien erstens aber nicht neu und zweitens in diffamierender Weise höchst einseitig und über weite Strecken falsch zugespitzt...“ Seichters „Beweisführung“, so Barz, erfolge „in maßgeblichen Teilen anhand von drei Themenfeldern, nämlich Rassismus, Eugenik und Mussolini. Es erscheint ... ziemlich einseitig, die inzwischen 120 Jahre erfolgreiche Montessori-Pädagogik auf die Episode zu reduzieren, in denen Mussolini sich mit der international anerkannten pädagogischen Autorität Maria Montessori schmücken wollte und Montessori eine Chance sah, Einfluss auf die Gestaltung der staatlichen Bildungsanstalten in Italien zu nehmen“.

## Schriften
- Il metodo della pedagogia scientifica. 1909; 3. Aufl. 1926; neuer Titel: La scoperta del bambino. (1950; 7. Aufl. 1966).
  - Selbsttätige Erziehung im frühen Kindesalter. Digitalisat hrsg. auch unter dem Titel: Die Entdeckung des Kindes. (1969; 4. Aufl. 1974).
- Antropologia pedagogica. 1910.
  - Pedagogical anthropology 1913 (Digitalisat bei archive.org)
  - Anthropologische Schriften II, Pädagogische Anthropologie, (Harald Ludwig, Herausgeber), Herder, Freiburg 2019, ISBN 978-3-451-32512-0.[39]
- Die Selbsterziehung des Kindes (= Die Lebensschule – Schriftenfolge des Bundes Entschiedener Schulreformer), Heft 12. 1923.
- Dr. Montessoris own handbook. 1914 (Digitalisat bei archive.org)
  - Mein Handbuch. 1922; 2. Aufl. 1928. Digitalisat
- L’autoeducazione nelle scuole elementari. 1916; 2. Aufl. 1940; Neuausg. 1962;
  - M.-Erziehung für Schulkinder. (1926); Schule des Kindes. Montessori-Erziehung in der Grundschule. 1976.
- The child in the church. 1929; 2. Aufl. 1965;
  - Kinder, die in der Kirche leben. 1964.
- Il segreto dell’infanzia. (1938, hrsg. 1950; 9. Aufl. 1966);
  - Kinder sind anders. 1952; 8. Aufl. 1967.
- Formazione dell’Uomo. (1949; 5. Aufl. 1955);
  - Über die Bildung des Menschen. 1966.
- The absorbent mind. 1949; ital.: La mente del bambino. 1952; 5. Aufl. 1966;
  - Das kreative Kind. Der absorbierende Geist. (1972).
- L’Educazione e Pace. 1949; 1972;
  - Erziehung und Frieden. 1973.
- De l’Enfant à l’Adolescent. 1948;
  - Von der Kindheit zur Jugend. 2. Aufl. 1973; textkritische und ergänzte Neuausg. im Rahmen der Gesammelten Werke Bd. 14, Herder, Freiburg i. Br. 2015

## Ehrung
- Nach Maria Montessori sind zahlreiche Einrichtungen, vor allem Kinderhäuser und Schulen, benannt. Allein in Deutschland arbeiten im Jahr 2024 etwa 600 Kindergärten und 400 Schulen nach Montessori. Da der Name Montessori bis heute nicht geschützt ist, kann man ihn für Einrichtungen der unterschiedlichsten Art einsetzen.[40]
- In mehreren Ländern ist sie auf Briefmarken abgebildet.
- In Italien war sie auf einer 200-Lire-Münze (1980), dem 1000-Lire-Schein (1990–1998) sowie einer 2-Euro-Münze (2020) abgebildet.
- 1985 wurde ein Venuskrater nach ihr benannt.[41]
- Das Time Magazine listete sie 2020 in der Aufstellung 100 Women of the Year.[42]

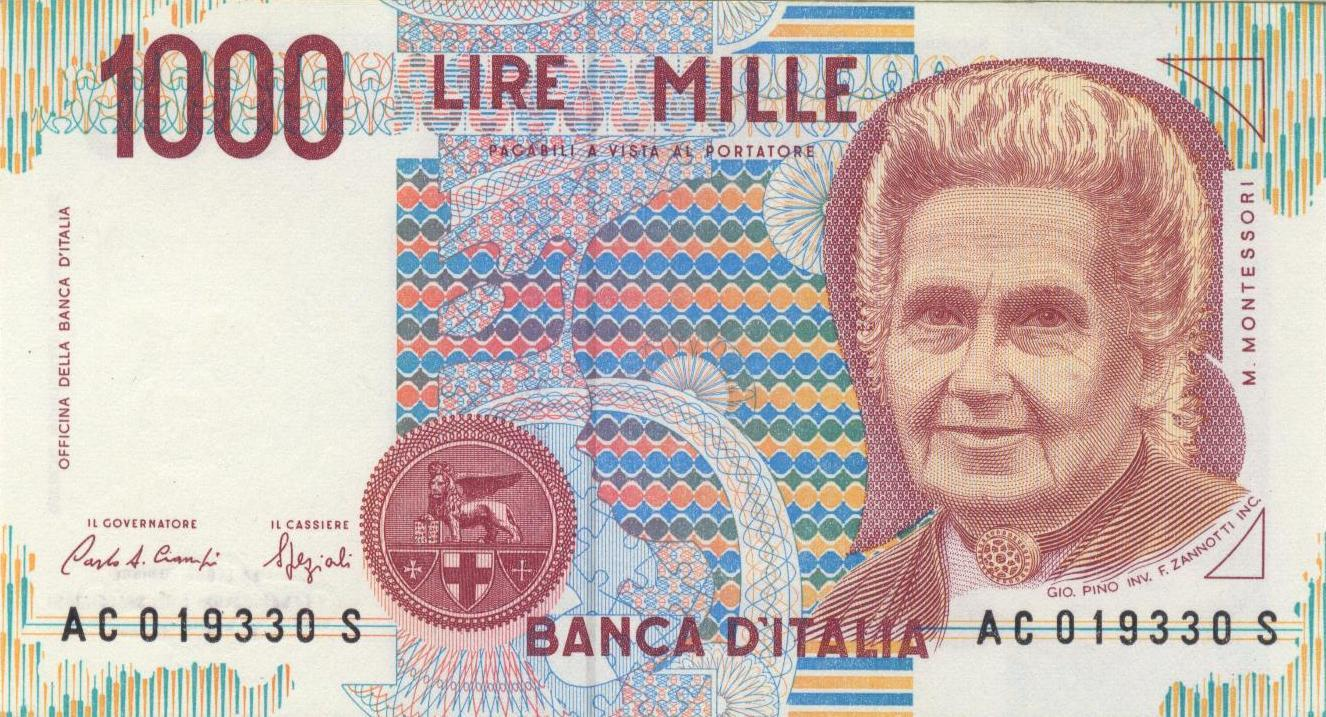
1.000-Lire-Banknote (1990–1998)
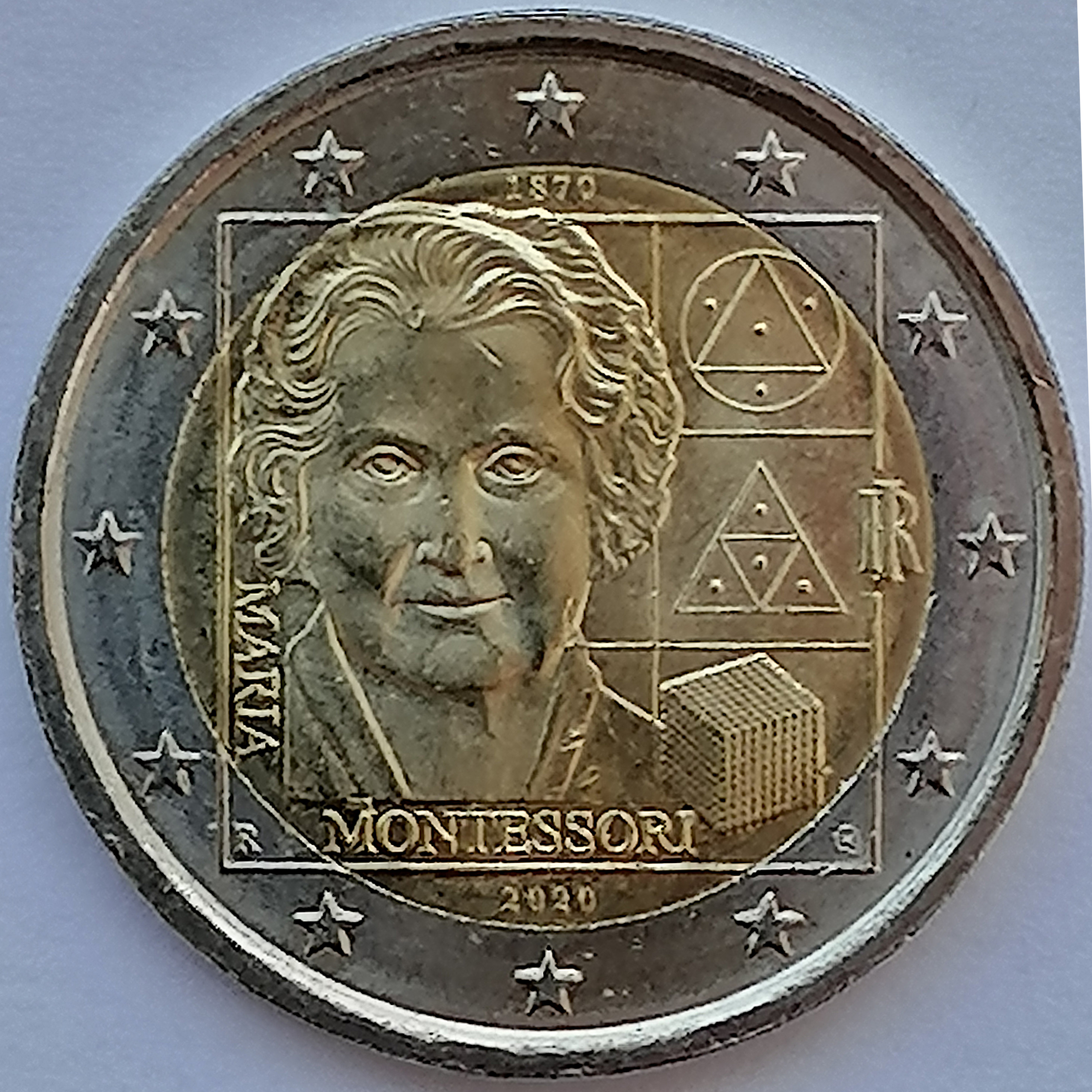
2-Euro-Münze, 2020
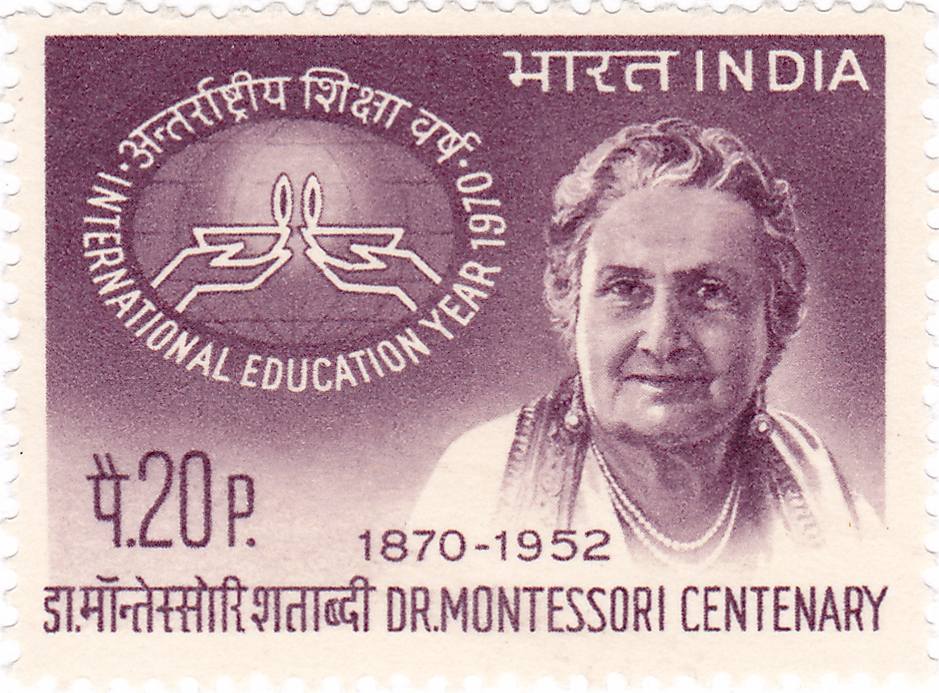
Indische Briefmarke, 1970

## Filme
- Maria Montessori – Ein Leben für die Kinder. Miniserie, 2 Teile, 180 Min. Italien 2007. Paola Cortellesi als Maria Montessori.[43]
- Maria Montessori. (= Außergewöhnliche Frauen. Folge 14). BBC. Dokumentarfilm, 45 Min. Vereinigtes Königreich 2010.[44][45]
- Maria Montessori. Drama, 101 Min. Frankreich 2023. Jasmine Trinca als Maria Montessori.